# 高本めぐみ
高本 めぐみ（たかもと めぐみ、1985年10月3日 - ）は、日本の女性声優。千葉県出身。シグマ・セブン所属。

## 略歴
2005年に『第1回 シグマ・セブン公開オーディション』にてグランプリを受賞し、2006年にテレビアニメ『ラブゲッCHU 〜ミラクル声優白書〜』主役の苺原桃子役でデビュー。また4月23日に行われたイベント『ネギま! 麻帆良学園中等部3-A 1学期始業式』にて、大沢千秋に代わり超鈴音役を務めることが発表された。
声優になるきっかけはマイクと芝居が好きだからである。中学の頃からオーディションを受けており、養成所・専門学校にも通わず声優になった。大学卒業後に養成所に入ろうと考えていたが、在学中にデビューを果たした。高校時代までは、共学で、大学は女子大学に通っていた。学生時代はバレー部に所属していた。
2020年6月29日、Twitterにて同年2月に一般男性と入籍したことを発表した。

## 人物
テレビアニメを中心に活動している。
英語検定準2級、司書資格、学芸員資格を所持している。趣味は乗馬、歌、楽器（ピアノ、ヴェノーヴァ）、楽曲制作（デスクトップミュージック）、書き物、読書、散歩。ディープインパクトの引退レースに感銘を受けたことをきっかけに、乗馬も嗜んでいる。
同じ声優の佐藤聡美と仲が良く、2人で遊んでいる写真が佐藤のブログに頻繁に掲載されている。

## 出演
太字はメインキャラクター。

### テレビアニメ
2006年
- ネギま!?（超鈴音） ※第22話のサブタイトル題字と提供イラストも担当。
- ラブゲッCHU 〜ミラクル声優白書〜（苺原桃子）

2007年
- おおきく振りかぶって（2007年 - 2010年、深見智花）- 2シリーズ
- がくえんゆーとぴあ まなびストレート!（生徒）
- 素敵探偵ラビリンス（水城雛子）
- 逮捕しちゃうぞ フルスロットル（婦人警官）

2008年
- 地獄少女 三鼎（芹沢夕菜）
- スレイヤーズREVOLUTION（女性客C）
- 逮捕しちゃうぞ フルスロットル（女性警官）
- とある魔術の禁書目録（女子生徒）
- ドルアーガの塔 〜the Aegis of URUK〜（子供C）
- のらみみ2（ナミ）
- 美肌一族（メイド、女子高生、金髪美女、受付嬢）
- ペルソナ 〜トリニティ・ソウル〜
- Misson-E（女生徒、女の子）
- モノクローム・ファクター（生徒）

2009年
- ささめきこと（風間汐）
- 宙のまにまに（川村秋菜）
- 大正野球娘。（女子C）
- 乃木坂春香の秘密 ぴゅあれっつぁ♪（雪野原鞠愛）
- 鋼の錬金術師 FULLMETAL ALCHEMIST（2009年 - 2010年、ウィンリィ・ロックベル）
- WHITE ALBUM（澤倉美咲、桜団5）

2010年
- ジュエルペット てぃんくる☆（アルマ）

2011年
- いつか天魔の黒ウサギ（サイトヒメア）
- クロスファイト ビーダマン（2011年 - 2013年、稲葉ナツミ）- 2シリーズ
- SKET DANCE（丹生美森）
- デッドマン・ワンダーランド（美々）
- テレビまんが 昭和物語

2012年
- お兄ちゃんだけど愛さえあれば関係ないよねっ（神野薫子）
- 咲-Saki- シリーズ（2012年 - 2014年、安河内美子、山谷ひな、八木原景子、解説、アナウンス、場内アナウンス）- 2シリーズ
- ジュエルペット きら☆デコッ!（サンマ）

2013年
- 機巧少女は傷つかない（シャルロット・ブリュー）

2014年
- 人生相談テレビアニメーション「人生」（内村朋子）
- ドラゴンコレクション（アイスワルキューレ、母）
- 六畳間の侵略者!?（桜庭晴海）

2015年
- カードファイト!! ヴァンガードG（宮前ヒナコ）

2016年
- 鬼斬（ルシファー）
- ネトゲの嫁は女の子じゃないと思った?（亜子の母）
- マギ シンドバッドの冒険（シンドバッド〈幼少時代〉、侍女）

2017年
- このはな綺譚（機織りの少女）
- UQ HOLDER! 〜魔法先生ネギま!2〜（超鈴音）

2025年
- Summer Pockets（岬鏡子）

### 劇場アニメ
- 鋼の錬金術師 嘆きの丘の聖なる星（2011年、ウィンリィ・ロックベル[18]）
- 劇場版 魔法先生ネギま! ANIME FINAL（2011年、超鈴音）

### OVA
2006年
- ネギま!? 春・夏（超鈴音）

2007年
- 東京マーブルチョコレート（チヅルの友達、子供）

2008年
- 魔法先生ネギま! OVAシリーズ（2008年 - 2009年、超鈴音）- 2作品

2009年
- こどものじかん 2学期（飯塚慎二）

2010年
- ブラック★ロックシューター

2012年
- 乙女はお姉さまに恋してる 2人のエルダー THE ANIMATION（ケイリ・グランセリウス）
- SKET DANCE（丹生美森）※コミックス第29巻DVD同梱版
- 乃木坂春香の秘密 ふぃな〜れ♪（雪野原鞠愛）

2014年
- マギ シンドバッドの冒険（幼少シンドバッド、侍女）※単行本3・4巻OVA付き特別版
- 機巧少女は傷つかない（シャルロット・ブリュー） - Vol.III・VI

### Webアニメ
- ヘタリア シリーズ（2010年 - 2021年、セーシェル、女王、孫、母親） - 4シリーズ

### ゲーム
2006年
- ネギま!? 3時間目 恋と魔法と世界樹伝説（超鈴音）
- ネギま!? 超麻帆良大戦かっとイ〜ン契約執行でちゃいますぅ（超鈴音）

2007年
- ネギま!? どりーむたくてぃっく〜夢みる乙女はプリンセス〜（超鈴音）
- ネギま!? 超麻帆良大戦チュウ チェックイ〜ン全員集合!やっぱり温泉きちゃいましたぁ（超鈴音）
- ネギま!? ネオ・パクティオーファイト!!（超鈴音）

2009年
- 涼宮ハルヒの並列（女性乗客A）
- 鋼の錬金術師 FULLMETAL ALCHEMIST（2009年 - 2022年、ウィンリィ・ロックベル） - 4作品
- (PW)Project Witch（魔女の国の女王様）
- ロザリオとバンパイア CAPU2 恋と夢の狂想曲（音無蘭、音無凛、音無蓮）

2010年
- アガレスト戦記2（ユーミル）
- 原宿探偵学園 スチールウッド（堀北亜希）
- WHITE ALBUM -綴られる冬の想い出-（澤倉美咲）
- 密室のサクリファイス（ホノカ）

2011年
- いつか天魔の黒ウサギ Portable（沙糸ヒメア）
- SDガンダム GGENERATION WORLD（マイキャラクターボイス女性D）
- 嫁コレ（サイトヒメア、シャルロット・ブリュー、桜庭晴海）

2013年
- アンジュ・ヴィエルジュ 〜第2風紀委員 ガールズバトル〜（岸部沙織、キヌエ・カンナミラ）
- 咲-Saki- 阿知賀編 episode of side-A Portable（安河内美子）
- 機巧少女は傷つかない Facing "Burnt Red"（シャルロット・ブリュー）

2014年
- 限界凸記 モエロクロニクル（ティピカ）

2015年
- 咲-Saki- 全国編（安河内美子）
- 車なごコレクション（アバルト 500、デリカD:5）
- 封印勇者！マイン島と空の迷宮（グレイス）

2016年
- エンドライド -X fragments-（アガット）
- オルタンシア・サーガ -蒼の騎士団-（タニヤ）

2017年
- モン娘☆は〜れむ（シーナ）

2018年
- ネギマテ UQ HOLDER! 〜魔法先生ネギま！2〜 ネギまオールスターズアプリ（超鈴音）
- アンジュ・ヴィエルジュ〜ガールズバトル〜（シャルロット・ブリュー）
- Summer Pockets（岬鏡子）

2020年
- Summer Pockets REFLECTION BLUE（岬鏡子）

2022年
- 少女キャリバー.io（炮烙星球）
- 共闘ことばRPG コトダマン（ウィンリィ・ロックベル）

2023年
- モンスターストライク（ウィンリィ・ロックベル）

### ドラマCD
時期不明
- GRACE DOOR 執事たちの限界な一日（柏崎ミツコ）
- ネギま!? ドラマCD VOL.1（超鈴音）
- ネギま!? バラエティドラマCD VOL.1（超鈴音）

2007年
- 咲-Saki- ドラマCD

2008年
- ポーの一族 ドラマCD第2巻（リデル）

2009年
- ささめきこと オリジナルドラマCD「純夏の一番長い日」（風間汐）
- ヘタリア ドラマCD インターバルVol.1「俺様CD」（セーシェル）
- ヘタリア キャラクターCD Vol.6 アメリカ（妖精）
- トランジスタ・ティーセット〜電気街路図〜（秘書）
- HCD 執事様のお気に入り 3（女子生徒達）
- JIHAI〜磁海〜 Second Code（ミア）
- 君は僕の虜なれ（良輔の妻）
- S線上のテナ（通行人A、ハト）

2010年
- WHITE ALBUM サウンドステージ01、02（澤倉美咲）
- 機巧少女は傷つかない（シャルロット・ブリュー）※文庫4巻&コミック1巻特装版CD

2011年
- とある魔術の禁書目録II アーカイブス2（メルヴィナ=ベイリー）
- 学園ベビーシッターズ（鹿島虎太郎）※LaLa 2011年7月号付録
- くすりのマジョラム（猪瀬麻央）

### 吹き替え
- ゴースト 〜天国からのささやき (クリスティ)

### ラジオドラマ
- VOMIC 夢みる太陽 （亀戸しま奈）

### テレビ番組
- ふにゃ日和（ふにゃふにゃ〜）
- アニメ女子部 おうちカフェ部（ナレーション）
- THE フィッシング（ナレーション）
- ドキュメンタリー これから。〜2013 ふくしま〜（ナレーション　テレビ東京、2013年10月19日放映[33]）
- ザ!世界仰天ニュース（声の出演）
- 日立 世界・ふしぎ発見!（ボイスオーバー）
- ETV特集「宮沢賢治 銀河への旅〜慟哭の愛と祈り〜」（声の出演）

### 実写
- 東京国際アニメフェア2006
- ネギま!?シリーズ
  - 1学期始業式
  - 2学期始業式
  - 日曜参観『音楽の授業』
  - Princess Festival
- イベントDVD 鋼の錬金術師 Festival’09

### ラジオ
※はインターネット配信。
- 麻帆良学園中等部2-A・ヒミツの放課後 Part2 2学期 （2006年、インターネットラジオ※）
- 彩陽・めぐみのささめきらじお （2009年 - 2010年、HiBiKi Radio Station※）
- いつ天ラジオ〜ヒメアとミライの小悪魔生徒会室〜 （2011年、音泉※・アニメイトTV※）
- POP! SKET! DANCE! （2011年、インターネットラジオ※）
- 高本めぐみのアイドラNight☆ （2013年、超!A&G+※）
- 高本めぐみの音めぐり♪ （2013年 - 2015年、AG-ON※ / 2013年 - 2019年、超!A&G+※ / 2016年 - 2017年、ラジオ関西）

### ラジオCD
- 「彩陽・めぐみのささめきらじお」ラジオCD
- 「癒されBar若本」the CD Vol.03

### デジタルコミック
- ちゅちゅスーパーDVD 2007 summer デジタルコミック「さくら前線」 （中原さくら）
- BeeTV「ドラゴン桜」（水野直美）
- BeeTV「ユニコ」（悪魔くん）
- BeeTV「働きマン」（梶舞子、野川由美）

### パチンコ・パチスロ
- パチスロ ラブゲッCHU 〜ミラクル声優白書〜（2009年、苺原桃子）
- 麻雀物語2 めざせ！雀ドル決定戦！（2015年、ティナ）
- CR魔法先生ネギま!（2017年、超鈴音[34]）

### その他のコンテンツ
- iPad用電子書籍 「空中都市008-アオゾラ市のものがたり-」（ツキコ）
- ボイノベ 「テイルズ オブ ヴェスペリア -断罪者の系譜-」（フレン・シーフォ〈少年〉）
- 没後50年 藤田嗣治展（2018年7月31日-10月8日、東京都美術館。10月19日-12月16日、京都国立近代美術館。音声ガイド（ナレーション））

## ディスコグラフィ

### 配信シングル
|     | 発売日         | タイトル | 備考 |
| --- | -------------- | -------- | ---- |
| 1st | 2019年12月27日 | 【NoRa】 |      |

### キャラクターソング
| 発売日   | 商品名                                                     | 歌                                                                                           | 楽曲                                             | 備考                                                               |
| 2006年   | 2006年                                                     | 2006年                                                                                       | 2006年                                           | 2006年                                                             |
| -------- | ---------------------------------------------------------- | -------------------------------------------------------------------------------------------- | ------------------------------------------------ | ------------------------------------------------------------------ |
| 6月7日   | なないろなでしこ                                           | 苺原桃子（高本めぐみ）                                                                       | 「なないろなでしこ（高本めぐみ TVサイズ VER.）」 | テレビアニメ『ラブゲッCHU 〜ミラクル声優白書〜』オープニングテーマ |
| 6月7日   | なないろなでしこ                                           | Sister×sisterS                                                                               | 「なないろなでしこ」                             | テレビアニメ『ラブゲッCHU 〜ミラクル声優白書〜』オープニングテーマ |
| 6月7日   | なないろなでしこ                                           | Sister×sisterS                                                                               | 「神様=お兄ちゃんっ！」                          | テレビアニメ『ラブゲッCHU 〜ミラクル声優白書〜』挿入歌             |
| 2007年   |                                                            |                                                                                              |                                                  |                                                                    |
| 1月24日  | ネギま!? 1000%BOX                                          | 相坂さよ（白鳥由里）、朝倉和美（笹川亜矢奈）、超鈴音（高本めぐみ）、四葉五月（井ノ上ナオミ） | 「1000%SPARKING!」                               | テレビアニメ『ネギま!?』オープニングテーマ                         |
| 1月24日  | ネギま!? 1000%BOX                                          | 相坂さよ（白鳥由里）、朝倉和美（笹川亜矢奈）、超鈴音（高本めぐみ）、四葉五月（井ノ上ナオミ） | 「A-LY-YA!」                                     | テレビアニメ『ネギま!?』エンディングテーマ                         |
| 1月24日  | ネギま!? 1000%BOX                                          | 相坂さよ（白鳥由里）、朝倉和美（笹川亜矢奈）、超鈴音（高本めぐみ）、四葉五月（井ノ上ナオミ） | 「1000%SPARKING!〈ユーロビートミックス〉」       | テレビアニメ『ネギま!?』関連曲                                     |
| 1月24日  | ネギま!? 1000%BOX                                          | 麻帆良学園中等部3-A+ネギ・スプリングフィールド                                               | 「1000%SPARKING!」 「A-LY-YA!」                  | テレビアニメ『ネギま!?』関連曲                                     |
| 3月7日   | ネギま!? うたのCD（2）                                     | 葉加瀬聡美（門脇舞以）、超鈴音（高本めぐみ）、四葉五月（井ノ上ナオミ）                       | 「GO!GO!マイスターズ」                           | テレビアニメ『ネギま!?』関連曲                                     |
| 6月13日  | ネギま!? Princess Festival CD                              |                                                                                              | 「」                                             | テレビアニメ『ネギま!?』関連曲                                     |
| 9月26日  | ネギま!? ベストアルバム                                    | ネギ・スプリングフィールド&麻帆良学園中等部3-A                                               | 「Hello Again」                                  | テレビアニメ『ネギま!?』関連曲                                     |
| 2008年   |                                                            |                                                                                              |                                                  |                                                                    |
| 8月27日  | ハッピー☆マテリアル リターン                               | 麻帆良学園中等部3-A                                                                          | 「ハッピー☆マテリアル リターン」                 | OAD『魔法先生ネギま! 〜白き翼 ALA ALBA〜』オープニングテーマ       |
| 8月27日  | ハッピー☆マテリアル リターン                               | 麻帆良学園中等部3-A                                                                          | 「輝く君へ」                                     | OAD『魔法先生ネギま! 〜白き翼 ALA ALBA〜』エンディングテーマ       |
| 8月27日  | ハッピー☆マテリアル リターン                               | 麻帆良学園中等部3-A                                                                          | 「A-LY-YA」                                      | テレビアニメ『ネギま!?』関連曲                                     |
| 2009年   |                                                            |                                                                                              |                                                  |                                                                    |
| 7月23日  | ロザリオとバンパイア CAPU2 恋と夢の狂想曲 予約特典主題歌CD | 音無蘭（高本めぐみ）、音無凛（高本めぐみ）、音無蓮（高本めぐみ）                             | 「1/6000000000」                                 | ゲーム『ロザリオとバンパイア CAPU2 恋と夢の狂想曲』主題歌          |
| 2010年   |                                                            |                                                                                              |                                                  |                                                                    |
| 1月27日  | WHITE ALBUM サウンドステージ01                             | 桜団                                                                                         | 「桜の花の舞う丘で」                             | テレビアニメ『WHITE ALBUM』関連曲                                  |
| 5月26日  | Theme of FULLMETAL ALCHEMIST by THE ALCHEMISTS             | ウィンリィ・ロックベル（高本めぐみ）                                                         | 「空を仰げば」                                   | テレビアニメ『鋼の錬金術師 FULLMETAL ALCHEMIST』関連曲             |
| 2011年   |                                                            |                                                                                              |                                                  |                                                                    |
| 8月3日   | TVアニメ「いつか天魔の黒ウサギ」キャラクターソングCD vol.1 | サイトヒメア（高本めぐみ）                                                                   | 「Strawberry Eyes」                              | テレビアニメ『いつか天魔の黒ウサギ』関連曲                         |
| 8月24日  | 桜風に約束を -旅立ちの歌-                                  | ネギ・スプリングフィールド&麻帆良学園中等部3-A                                               | 「桜風に約束を -旅立ちの歌-」                    | 劇場アニメ『劇場版 魔法先生ネギま! ANIME FINAL』主題歌             |
| 12月16日 | SKET DANCE キャラクターソングアルバム"キャラット・ダンス♪" | 丹生美森（高本めぐみ）                                                                       | 「お気になさらずお気持ちです」                   | テレビアニメ『SKET DANCE』関連曲                                   |
| 12月16日 | パーリー!ハレルヤ!                                         | すけっと“敗者“歌謡                                                                           | 「ダーリー!ダレルヤ!」                           | テレビアニメ『SKET DANCE』関連曲                                   |
| 2012年   |                                                            |                                                                                              |                                                  |                                                                    |
| 8月29日  | 世界は屋上で見渡せた                                       | 開盟学園生徒会執行部                                                                         | 「世界は屋上で見渡せた 〜合唱 ver.〜」           | テレビアニメ『SKET DANCE』エンディングテーマ                       |
| 9月26日  | ヘタリア DIGITAL SINGLE THE BEST ぷらす α                  | セーシェル（高本めぐみ）                                                                     | こちらセーシェル★バカンス島                      | Webアニメ『ヘタリア World Series』関連曲                           |

## 出版

### 電子書籍
- ハイドロジア（）※めぐみ友貴名義
- LOOPLINE（）※めぐみ友貴名義
- メグリア図書館 VOL.1 高本めぐみの音めぐり（2019年4月28日）
- メグリア図書館 VOL.2 高本めぐみの音めぐり（2021年4月28日）

### シリーズ一覧
1. ↑  『暁の王子』『黄昏の少女』（2009年）、『約束の日へ』（2010年）、『MOBILE』[19]（2022年）

### ユニットメンバー
1. ↑  苺原桃子（高本めぐみ）、佐々木祐理花（落合祐里香）、小野寺翼（坂本梓馬）、鈴木りんか（新谷良子）、大原天音（山本麻里安）
2. 1 2  ネギ・スプリングフィールド（佐藤利奈）、相坂さよ（白鳥由里）、明石裕奈（木村まどか）、朝倉和美（笹川亜矢奈）、綾瀬夕映（桑谷夏子）、和泉亜子（山川琴美）、大河内アキラ（浅倉杏美）、柿崎美砂（伊藤静）、神楽坂明日菜（神田朱未）、春日美空（板東愛）、絡繰茶々丸（渡辺明乃）、釘宮円（出口茉美）、古菲（Hazuki）、近衛木乃香（野中藍）、早乙女ハルナ（石毛佐和）、桜咲刹那（小林ゆう）、佐々木まき絵（堀江由衣）、椎名桜子（大前茜）、龍宮真名（佐久間未帆）、超鈴音（高本めぐみ）、長瀬楓（白石涼子）、那波千鶴（小林美佐）、鳴滝風香（こやまきみこ）、鳴滝史伽（狩野茉莉）、葉加瀬聡美（門脇舞以）、長谷川千雨（志村由美）、エヴァンジェリン・A・K・マクダウェル（松岡由貴）、宮崎のどか（能登麻美子）、村上夏美（相沢舞）、雪広あやか（皆川純子）、四葉五月（井上直美）、ザジ・レイニーデイ（いのくちゆか）
3. ↑  相坂さよ（白鳥由里）、明石裕奈（木村まどか）、朝倉和美（笹川亜矢奈）、綾瀬夕映（桑谷夏子）、和泉亜子（山川琴美）、大河内アキラ（浅倉杏美）、柿崎美砂（伊藤静）、神楽坂明日菜（神田朱未）、春日美空（板東愛）、絡繰茶々丸（渡辺明乃）、釘宮円（出口茉美）、古菲（Hazuki）、近衛木乃香（野中藍）、早乙女ハルナ（石毛佐和）、桜咲刹那（小林ゆう）、佐々木まき絵（堀江由衣）、椎名桜子（大前茜）、龍宮真名（佐久間未帆）、超鈴音（高本めぐみ）、長瀬楓（白石涼子）、那波千鶴（小林美佐）、鳴滝風香（こやまきみこ）、鳴滝史伽（狩野茉莉）、葉加瀬聡美（門脇舞以）、長谷川千雨（志村由美）、エヴァンジェリン・A・K・マクダウェル（松岡由貴）、宮崎のどか（能登麻美子）、村上夏美（相沢舞）、雪広あやか（皆川純子）、四葉五月（井上直美）、ザジ・レイニーデイ（いのくちゆか）
4. ↑  矢野明日香、木村はるか、高本めぐみ、升望
5. ↑  ネギ・スプリングフィールド（佐藤利奈）、相坂さよ（白鳥由里）、明石裕奈（木村まどか）、朝倉和美（笹川亜矢奈）、綾瀬夕映（桑谷夏子）、和泉亜子（山川琴美）、大河内アキラ（浅倉杏美）、柿崎美砂（伊藤静）、神楽坂明日菜（神田朱未）、春日美空（板東愛）、絡繰茶々丸（渡辺明乃）、釘宮円（出口茉美）、古菲（阿澄佳奈）、近衛木乃香（野中藍）、早乙女ハルナ（石毛佐和）、桜咲刹那（小林ゆう）、佐々木まき絵（堀江由衣）、椎名桜子（小見川千明）、龍宮真名（佐久間未帆）、超鈴音（高本めぐみ）、長瀬楓（白石涼子）、那波千鶴（小林美佐）、鳴滝風香（こやまきみこ）、鳴滝史伽（狩野茉莉）、葉加瀬聡美（門脇舞以）、長谷川千雨（志村由美）、エヴァンジェリン・A・K・マクダウェル（松岡由貴）、宮崎のどか（能登麻美子）、村上夏美（相沢舞）、雪広あやか（皆川純子）、四葉五月（井上直美）、ザジ・レイニーデイ（いのくちゆか）
6. ↑  鬼塚一愛（白石涼子）、矢場沢萌（豊口めぐみ）、結城澪呼（折笠富美子）、早乙女浪漫（茅野愛衣）、浅雛菊乃（小林ゆう）、丹生美森（高本めぐみ）
7. ↑  安形惣司郎（関智一）、榛葉道流（野島健児）、椿佐介（下野紘）、丹生美森（高本めぐみ）、浅雛菊乃（小林ゆう）